# Poecilognathus badia
Poecilognathus badia är en tvåvingeart som först beskrevs av Daniel William Coquillett 1904.  Poecilognathus badia ingår i släktet Poecilognathus och familjen svävflugor. Inga underarter finns listade i Catalogue of Life.